# Pazz & Jop

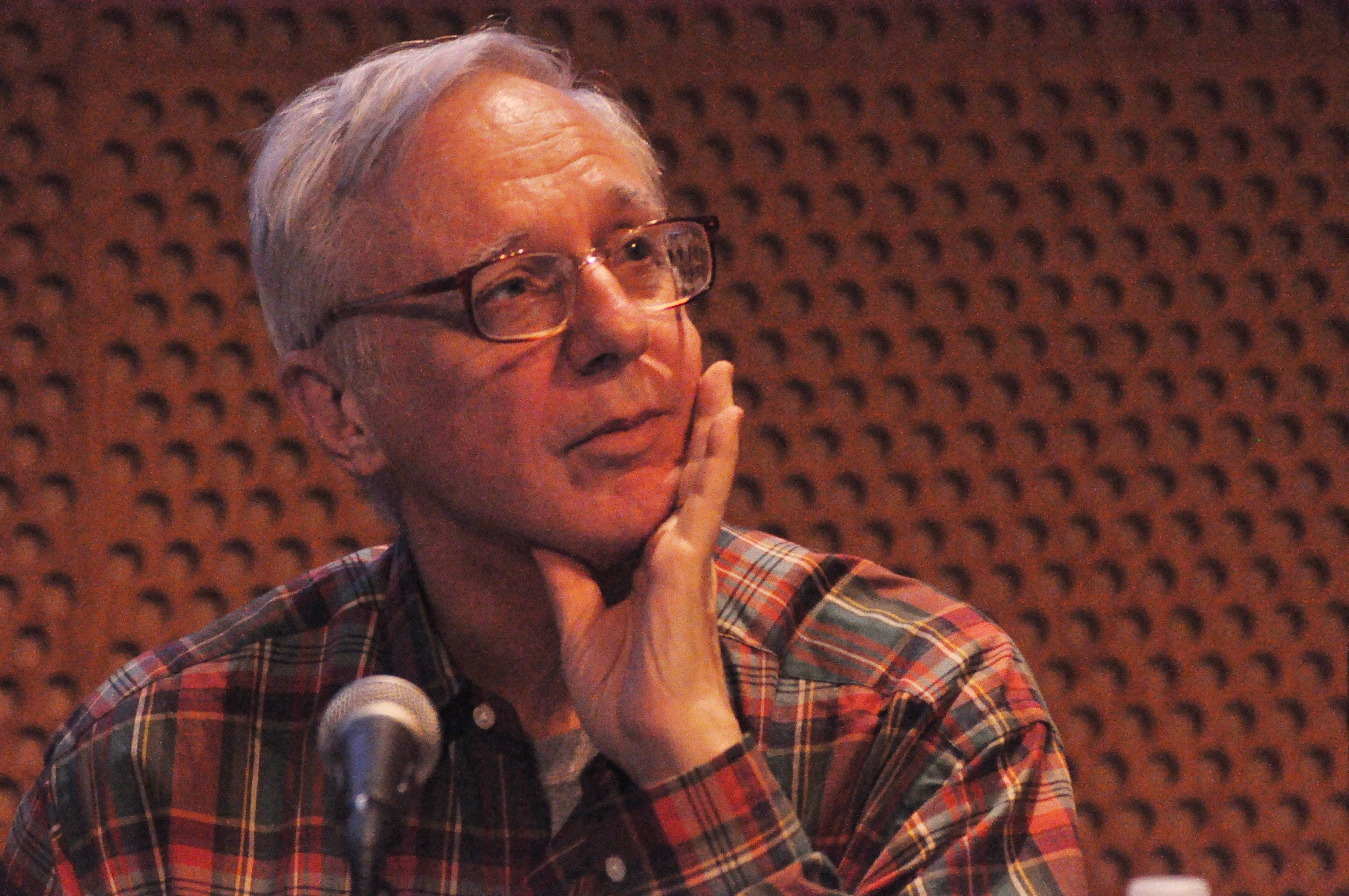
Robert Christgau

Pazz & Jop je anketa týdeníku The Village Voice, pořádaná každoročně od roku 1971. Na průzkumu, v jehož výsledku jsou vyjmenovány nejlepší hudební vydané počiny daného roku, se podílí stovky hudebních kritiků. Svůj název anketa dostala podle hudebního magazínu Jazz & Pop, který právě roku 1971 zanikl. Z tohoto časopisu rovněž pochází systém hodnocení používaný v této anketě. Původně byla do žebříčku zařazována pouze alba, od roku 1979 také singly. Několikanásobného úspěchu se dostalo například Bobu Dylanovi a Kanyemu Westovi (po čtyřech albech). Mezi další umělce, kteří se objevili na prvním místě alb, patří například Animal Collective, The Clash (dvakrát po sobě) a Moby. V singlové kategorii zvítězily například Laurie Anderson, Amy Winehouse a Beyoncé. Rovněž existovaly další kategorie, které však nevydržely příliš dlouhou – jsou to kompilační alba (dvakrát v letech 1995 až 1996), reedice (15× v letech 1986 až 1999), EP (13× v letech 1981 až 1994) a videoklipy (12× v letech 1983 až 1995). Po více než třicet let nad výběrem dohlížel kritik Robert Christgau.